# Coolidge (Georgie)
Coolidge je město v Thomas County, v Georgii, ve Spojených státech amerických. V roce 2011 žilo ve městě 525 obyvatel.

## Demografie
Podle sčítání lidí v roce 2000 žilo ve městě 552 obyvatel, 218 domácností a 137 rodin. V roce 2011 žilo ve městě 256 mužů (58,8%), a 269 žen (51,2%). Průměrný věk obyvatele je 40 let.